# 버지니아 트래셔
버지니아 트래셔(영어: Virginia Thrasher, 1997년 2월 28일~)는 미국의 사격 선수이다. 주 종목은 소총으로 브라질의 리우데자네이루에서 열린 2016년 하계 올림픽에서 10m 공기소총 부문 금메달을 획득했다. 지니 트래셔(영어: Ginny Thrasher)라는 별칭으로도 알려져 있다.

## 선수 경력
뉴욕주 롬에서 로저 트래셔와 밸러리 트래셔 부부의 자녀 2남 1녀 중 막내딸로 태어났으며, 형제로는 오빠인 칼과 로저가 있다. 버지니아주 스프링필드에서 성장했으며, 웨스트스프링필드 고등학교를 졸업했다. 고등학교 졸업 후인 2015년에 웨스트버지니아 대학교로 진학하여 의공학을 전공했고, 2019년에 졸업했다.
원래는 피겨스케이팅 선수를 지망했으나 고등학교 1학년 때 가망이 없다고 판단하여 포기했다. 2011년부터 사격을 시작했으며, 고등학생 때 버지니아주 사격 선수권 대회 우승을 차지할 정도로 두각을 드러냈다. 2015년 3월에 NCAA 소총 선수권 대회에서 웨스트버지니아 대학교 사격팀의 단체전 우승에 기여하였고 같은 해 7월에 미국 사격 선수권 대회 공기 소총 부문에서 우승을 하며 처음으로 미국 국가대표로 발탁되었다. 그 해 8월에 아제르바이잔의 게벨레에서 열린 사격 월드컵을 통해 첫 국제 경기를 가졌고, 10m 공기소총 예선에서 27위를 기록했다.
2016년 4월에 브라질 리우데자네이루에서 열린 사격 월드컵에 참가하여 10m 공기소총 예선에서 28위, 50m 소총 3자세 예선에서 10위를 기록했다. 5월에 독일 뮌헨에서 열린 월드컵에서는 10m 공기소총에서 7위, 50m 소총 3자세에서 4위에 오르는 등 성적이 향상되었으며, 같은 해 8월에 리우데자네이루에서 열린 2016년 하계 올림픽에 참가하였으며, 8월 6일에 10m 공기소총 부문에 출전했다. 예선에서 합계 416.3점을 기록하여 51명 중 6위에 오르며 결선에 진출했으며, 결선에서는 올림픽 신기록인 208.0점을 기록하여 처음으로 출전한 올림픽에서 2008년 하계 올림픽 우승자인 중화인민공화국의 두리와 2012년 하계 올림픽 우승자인 이쓰링을 누르고 금메달을 획득했다. 11일에 열린 50m 소총 3자세 경기에서는 예선에서 한 발을 실수하여 581점으로 37명 중 11위를 하며 8위까지 진출할 수 있는 결선에는 오르지 못했다.
같은 해 10월에는 이탈리아 볼로냐에서 열린 사격 월드컵 파이널 10m 공기소총에서 185.5점을 쏘며 세르비아의 안드레아 아르소비치와 중화인민공화국의 이쓰링의 뒤를 이어 동메달을 획득했다. 2017년 5월에는 뮌헨에서 열린 월드컵 10m 공기소총에서 22위를 기록했고 6월에는 독일 줄에서 열린 2017년 세계 주니어 선수권 대회에 참가했으며, 10m 공기소총에서 5위, 50m 소총 3자세에서 22위, 50m 소총에서 26위를 기록했다. 10월에는 인도 뉴델리에서 열린 월드컵 파이널 10m 공기소총에서 8위를 기록했다. 이듬해인 2018년 4월에는 대한민국의 창원에서 열린 사격 월드컵 10m 공기소총에서 68위를 기록하며 저조한 성적을 냈다. 같은 해 5월에는 미국 포트 베닝에서 열린 월드컵에서 10m 공기소총 5위를 기록했으며, 뎀스터 크리스텐슨과 함께 출전한 10m 공기소총 혼성전에서 4위를 기록했다.
2019년 4월에는 중화인민공화국 베이징에서 열린 2019년 사격 월드컵에서 10m 공기소총 38위, 50m 소총 3자세 25위를 기록했고, 5월에 뮌헨에서 열린 월드컵 10n 공기소총 69위를 기록했다. 같은 해 7월에는 페루 리마에서 열린 2019년 팬아메리칸 게임에 참가하여 대표팀 동료인 50m 소총 3자세 경기에서 세라 비어드와 쿠바의 에글리스 야이마 크루스의 뒤를 이어 동메달을 획득했다. 이후 2021년에 다시 국제 대회에 복귀하여 3월에 뉴델리에서 열린 2021년 사격 월드컵 50m 소총 3자세에서 21위를 기록했고, 티머시 셰리와 함께 출전한 50m 소총 3자세 혼성전에서는 4위에 올랐다. 이듬해인 2022년 3월  이집트 카이로에서 열린 2022년 사격 월드컵 10m 공기소총 예선 63위, 50m 소총 3자세 예선 25위를 기록했다.